# Аладар Геревич
Аладар Геревич (угор. Gerevich Aladár; 16 березня 1910 — 14 травня 1991) — угорський фехтувальник, олімпійський чемпіон.

## Виступи на Олімпіадах
| Олімпіада         | Дисципліна       | Місце     |
| ----------------- | ---------------- | --------- |
| Лос-Анджелес 1932 | шабля, командні  | 1         |
| Берлін 1936       | рапіра, командні | 7T        |
| Берлін 1936       | шабля, особисті  | 3         |
| Берлін 1936       | шабля, командні  | 1         |
| Лондон 1948       | рапіра, командні | 5T        |
| Лондон 1948       | шабля, особисті  | 1         |
| Лондон 1948       | шабля, командні  | 1         |
| Гельсінкі 1952    | рапіра, командні | 3         |
| Гельсінкі 1952    | шабля, особисті  | 2         |
| Гельсінкі 1952    | шабля, командні  | 1         |
| Мельбурн 1956     | шабля, особисті  | 5         |
| Мельбурн 1956     | шабля, командні  | 1         |
| Рим 1960          | шабля, особисті  | 5 p2 r4/5 |
| Рим 1960          | шабля, командні  | 1         |